# 弗雷德·索珀
弗雷德·洛·索珀 （Frederick Lowe Soper，1893年12月13日—1977年2月9日）是美国一位流行病学家。

## 生平
1893年生于堪萨斯州哈钦森，1914 年获得堪萨斯大学学士学位，1916年获得堪萨斯大学理学硕士学位。 後來他又获得了约翰霍普金斯公共卫生学院博士学位。弗雷德·索珀畢業後任職於洛克菲勒基金會，並且擔任全球疟疾根除计划負責人。
弗雷德·洛·索珀最終死於威奇托。